# حاج مرزوق عرب حائری
محمد مرزوق عرب حائری معروف به حاج مرزوق عرب (زاده کربلا _ درگذشته ۱۷ تیر ۱۳۲۹ تهران) روحانی و مداح اهل کربلا بود. او به عنوان پدر نوحه خوانی معاصر ایران شناخته می‌شود. وی حدود صد و سی سال پیش از عراق به ایران آمد و نوحه خوانی کنونی در ایران و تهران را پایه‌گذاری کرد. حائری در ۱۷ تیر سال ۱۳۲۹ خورشیدی در تهران درگذشت و پس از تشییع جنازه ای باشکوه در قبرستان نو در قم به خاک سپرده شد.

## ورود به ایران
در حدود صد و سی سال پیش هیئت بزازهای بازار تهران از حاج مرزوق دعوت می‌کنند تا به ایران بیایند ولی او قبول نمی‌کند، اما در پی دعوت دوم که از سوی هیئت بنی فاطمه صورت می‌گیرد راهی ایران می‌شود. به نقل از خود او قبول این دعوت در پی دیدن حسین ابن علی، امام سوم شیعیان، در خواب است که از حاج مرزوق می‌خواهد که به ایران برود. در پی این خواب در سال ۱۲۷۰ هجری خورشیدی حاج محمد مرزوق عرب حائری وارد ایران می‌شود.

## سنت‌ها و مراسم عزاداری مذهبی
برخی از سنت‌ها و مراسم عزاداری که اکنون در ایران مرسوم هستند توسط محمد مرزوق وارد ایران شده‌اند از جمله:
- شب‌های مسلمیه،
- سینه‌زنی واحد،
- فینه به سرگذاشتن مداحان،
- دم سرپا و زمینه خوانی در مرثیه خوانی،
- منظم کردن مراسم چهارپایه رفتن.[۵]

## مستند پرتره حاج محمد مرزوق عرب حائری (Haj Marzugh)
بابک مینایی، کارگردان و تهیه‌کننده فیلمهای مستند ایرانی، در این مستند ۵۴ دقیقه‌ای در مورد زندگی و ورود محمد مزروق به ایران، همچنین سنت‌هایی که در مورد عزاداری توسط او وارد ایران شده‌است ساخته است. در این مستند از وی با عنوان پدر نوحه خوانی ایران یاد شده‌است.
بابک مینایی کارگردان ایرانی، پیش از فیلم مستند حاج مرزوق، فیلم مستندی با نام آسید مهدی را نیز کارگردانی و تهیه کرده‌است، که دربارهٔ زندگی سید مهدی قوام و بعد از فیلم حاج مرزوق نیز مستندی دربارهٔ شیخ رضا سراج از روحانیون و علمای معاصر شهر تهران تولید کرده‌است.